# 1-й округ департамента Эр
1-й избирательный округ департамента Эр включает шесть кантонов: Бретёй, Вернёй-сюр-Авр, Данвиль, Нонанкур, Паси-сюр-Эр, Сент-Андре-де-л'Эр, Эврё-Сюд и Эврё-Эст. Общая численность населения по данным Национального института статистики за 2012 г. — 125 309 чел. Общая численность избирателей, включённых в списки для голосования в 2012 г. — 85 364 чел.
Действующим депутатом Национального собрания по 1-му округу является Брюно Ле Мэр (Союз за народное движение, с 2015 г. — Республиканцы).
|  | Начало срока      | Конец срока       | Депутат       | Партия                             |
|  | ----------------- | ----------------- | ------------- | ---------------------------------- |
|  | 18 июня 2012 г.   | н/вр              | Брюно Ле Мэр  | Союз за народное движение          |
|  | 20 июня 2007 г.   | 17 июня 2012 г.   | Брюно Ле Мэр  | Союз за народное движение          |
|  | 19 июня 2002 г.   | 19 июня 2007 г.   | Жан-Луи Дебре | Союз за народное движение          |
|  | 12 июня 1997 г.   | 18 июня 2002 г.   | Жан-Луи Дебре | Объединение в поддержку Республики |
|  | 02 апреля 1993 г. | 21 апреля 1997 г. | Жан-Луи Дебре | Объединение в поддержку Республики |
|  | 23 июня 1988 г.   | 01 апреля 1993 г. | Жан-Луи Дебре | Объединение в поддержку Республики |

## Результаты выборов
Выборы депутатов Национального собрания 2012 г.:
|                | Кандидат         | Партия                    | Первый тур | Первый тур     | Второй тур | Второй тур |
| Кол-во голосов | Кандидат         | Партия                    | % голосов  | Кол-во голосов | % голосов  |            |
| -------------- | ---------------- | ------------------------- | ---------- | -------------- | ---------- | ---------- |
|                | Брюно Ле Мэр     | Союз за народное движение | 19 906     | 41,35          | 26 961     | 57,97      |
|                | Мишель Шампредон | Радикальная левая партия  | 15 164     | 31,50          | 19 544     | 42,03      |
|                | Натали Биллар    | Национальный фронт        | 7921       | 16,45          |            |            |
|                | Сандрин Кокань   | Левый фронт               | 2493       | 5,18           |            |            |
|                | Дриз Этазауи     | Демократическое движение  | 1058       | 2,20           |            |            |
| Прочие         | Прочие           | Прочие                    |            | менее 1 %      |            |            |

Выборы депутатов Национального собрания 2007 г.:
|                | Кандидат            | Партия                            | Первый тур | Первый тур     | Второй тур | Второй тур |
| Кол-во голосов | Кандидат            | Партия                            | % голосов  | Кол-во голосов | % голосов  |            |
| -------------- | ------------------- | --------------------------------- | ---------- | -------------- | ---------- | ---------- |
|                | Брюно Ле Мэр        | Союз за народное движение         | 18 114     | 37,51          | 26 838     | 58,27      |
|                | Анн Мансуре         | Социалистическая партия           | 8540       | 17,69          | 19 218     | 41,73      |
|                | Луи Петье           | Прочие правые                     | 3778       | 7,51           |            |            |
|                | Андре Оже           | Коммунистическая партия           | 3799       | 7,87           |            |            |
|                | Жоэль Эрвье         | Демократическое движение          | 3565       | 7,38           |            |            |
|                | Мадлен Ман          | Национальный фронт                | 2266       | 4,69           |            |            |
|                | Мари-Франс Ордоне   | Крайне левые                      | 1394       | 2,89           |            |            |
|                | Жаклин Фиэ          | Партия зелёных                    | 1355       | 2,81           |            |            |
|                | Клод Буржуа         | Крайне левые                      | 1043       | 2,07           |            |            |
|                | Моник Дарри         | Охота, рыбалка, природа, традиции | 590        | 1,22           |            |            |
|                | Коринн Рётлисбергер | Крайне левые                      | 582        | 1,21           |            |            |
|                | Иоанн Гонтье        | Экологисты                        | 490        | 1,01           |            |            |
| Прочие         | Прочие              | Прочие                            |            | менее 1 %      |            |            |